# Gradac (gmina Ljubinje)
Gradac (cyr. Градац) – wieś w Bośni i Hercegowinie, w Republice Serbskiej, w gminie Ljubinje. W 2013 roku liczyła 42 mieszkańców.